# Ferraz de Vasconcelos
Ferraz de Vasconcelos è un comune del Brasile nello Stato di San Paolo, parte della mesoregione Metropolitana de São Paulo e della microregione di Mogi das Cruzes.